# Чернігівка (Приморський край)
Черні́гівка (рос. Черниговка) — село, центр Чернігівського району Приморського краю. Населення — 13 046 осіб (2010).
Село було засноване 1 жовтня 1886 року переселенцями з України, селянами з Чернігівської губернії, на честь останньої і було названо.
Чернігівка — друге за населенням село на Далекому Сході Росії.

## Географія
Відстань до Владивостоку по автодорозі — 198 км. Знаходиться на стику Приханкайської рівнини з заходу і Сіхоте-Алінських гір зі сходу, через що клімат тут відрізняється від Владивостоку в сторону різко-континентального. Зими більш морозні, літо жаркіше. Через село проходить Транссибірська магістраль (станція Мучна) і федеральна траса «Уссурі» Владивосток — Хабаровськ.

### Водні ресурси
Чернігівський район має вихід до озера Ханка, переважна глибина якого 2-5 м. Дно мулисто-піщане, береги переважно низькі заболочені. Коливання рівня води протягом року незначні: до 1, 2 м, максимальний рівень у серпні-вересні, мінімальний — у березні. Замерзає озеро в кінці листопада, розкривається в кінці квітня, товщина льоду сягає 1 м, поверхня льоду пориста. Рух пішоходів по льоду озера Ханка можливе з грудня по березень.

## Історія
Восени 1885 році група переселенців з 25 сімей українських селян попрямувала вглиб Приморської області, до озера Ханка. На возах, запряжених парами биків, вони везли домашній скарб, землеробські знаряддя і малолітніх дітей. Усі вони були земляками, а то й родичами з села Мутин Кролевецького повіту Чернігівської губернії. Вони зупинилися на досить великий і зручній рівнині, біля озера Ханка, з трьох боків оточеній лісистими сопками одного з острогів Сихоте-Аліня, і з невеликою річкою, що впадає в річку Лефу. Уздовж річки знаходилися занедбані під вигін худоби китайські ріллі. Удале географічне положення, наявність очищеної від лісу і вже оброблюваної землі означало, що їм не доведеться витрачати багато зусиль на підйом цілини і підготовку місця під селище.
Першими поселенцями стали сім'ї Петра Пономаренко, Трохима Синько, Микити Степченко, Петра Коржа, Мирона Чухно, Кирила Галушка, Якова Коваля, Григорія Журби, Еврамія Шаргородського, Андрія Оноди, Омеляна Овчаренко, Гребенник та ін.
Існує думка, що перші поселенці обрали для проживання не те місце, де розташована зараз Чернігівка. Спочатку вони нібито поселилися по обидві сторони річки. Потім на вимогу землемірів переселенського управління перебралися на лівий берег і утворили першу вулицю (нині Червоноармійська). Ріллі біля річки (близько 35 десятин), що були відведені китайцям під вигін худоби, переселенці також поступово забудовували будинками.

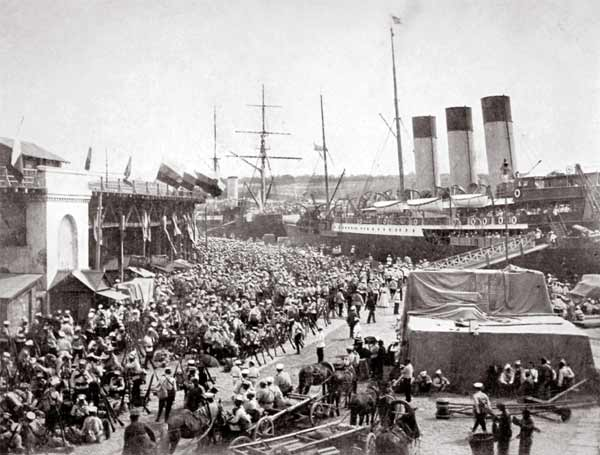
Корабель добровольчого флоту в Одесі перед відплиттям на Далекий Схід

Проживши в землянках зиму 1885-1886рр., переселенці почали влаштовуватися на новому місці: заготовляли ліс для будівництва будинків і господарських споруд, розорювали земельні ділянки, сіяли гречку та картоплю. У перший рік перебування на новій землі їм доводилося відправлятися на заробітки в найближчі селища, розташовані біля озера Ханка, і в село Нікольське. Господарський реманент, необхідний інвентар та худобу купували в найближчих селах і козацьких станицях.
Старожили також кажуть, що до приходу на місце майбутнього села перших 25 сімей недалеко від обраного місця вже жили 3 родини переселенців — Степана Миколайовича Левченко, Микити Монастирного і Замотая (який став пізніше псаломщиком в Чернігівській церкви). Їх поселення називали Лободною слободою на прізвисько «Лобода», яким охрестили самого шановного її мешканця Степана Левченко. Лободін слобода знаходилася біля підніжжя сопки на повороті на село Алтинівка з дороги Чернігівка-Хороль. Сопку цю і зараз дехто називає Лободін.
Потім їм довелося залишити ці місця, прагнучи зміцнити оборонне і стратегічне положення на сході країни, Російський уряд почав будівництво Уссурійській залізниці - східної частини Великого Транссибірською шляху. У 1886 році спеціальна вишукувальна експедиція під начальством інженера А.Н. Урсаті приступила до розвідки траси майбутньої залізниці Владивосток-Хабаровськ, яка за первинним планом повинна була пройти трохи західніше сьогоднішньої траси, тому жителі Лободін слободи переселилися до річки і з'єдналися з прибулими чернігівцями. Разом вони й заснували 1 жовтня 1886 село Чернігівку - на згадку про покинуту Чернігівську губернію. Так само назвали і річку. У нове селище продовжували перебувати переселенці - в основному вихідці з українських губерній Російської імперії: Чернігівської, Полтавської, Харківської. У 1887 році до перших жителям Чернігівки додалося 50 сімей, у 1888 році - ще 40.
У 1888 році сюди приїхали землевпорядники переселенського управління. Під село вони відвели ділянку на 160 номерів (садибних наділів) по ліву сторону річки, у 88 верстах від повітового села Нікольського, в 10 верстах від сплавної річки Лефу, в 3 верстах від найближчих меж свого наділу і в 7,5 верстах від далеких, а земельні угіддя (ліс, сіножать, луки для випасу худоби) – по праву сторону річки. Землевпорядники склали план нового села та його наділу і офіційно підтвердили його назву. За законом від 26 березня 1861 видавався акт на рік заснування села, якщо нове поселення налічувало не менше 15 сімей. У Чернігівці до того часу було більше 100 сімей.
Уздовж річки була утворена перша вулиця (нині Червоноармійська). Будинки стояли обабіч дороги, кожен квартал був зайнятий земельними ділянками чотирьох господарів - по десятині на сім'ю. Однак багато поселенців (в основному перші) мали садибні ділянкі у дві десятини.
Друга вулиця (Партизанська) була забудована будинками тільки з північного боку кварталу. Таким чином забудовували й інші вулиці. Присадибна ділянка одного господаря займала одну - півтори десятини. Разом з садибною ділянкою земельний наділ на одну сім'ю міг досягати 100 десятин, за що селян, що переселилися на Далекий Схід до 1903 р., називали «стодесятинниками».
Перші переселенці намагалися селитися ближче до річки, де земля була кращою і на господарські потреби воду можна було брати прямо з річки. Але майже щорічно вода затоплювали сінокоси, проте сильних повеней, як, наприклад, в Алтинівці, коли всі 12 родин переселенців пішли в Чернігівку, в селі не було.
З України засновники Чернігівки привезли з собою насіння озимого жита, гречки та пшениці. Але на новій землі вони не дали сходів, тому насіння довелося купувати в найближчих селах або брати в переселенського управління. Ліс для будівництва будинків і господарських приміщень з дозволу керівництва рубали на своєму наділі.

Зелений Клин - землі куди емігрувало багато українців і які власне й дали таку назву цій землі. Село Чернігівка знаходиться в межах цих земель.

У 1888 році Чернігівці побудували першу невелику церкву, яка за зовнішнім виглядом трохи відрізнялася від житлового будинку. Дерев'яне будівництво церкви слугувало одночасно й церковно-парафіяльною школою. Першим Чернігівським священиком став присланий Камчатською Духовної Єпархією отець Іоанн Лукін, який утворив Чернігівський церковний прихід. Церква служила місцем спілкування селян, виховувала і підтримувала моральні початки, без її участі не проходили хрещення, одруження, поховання. Чернігівська Різдва Пресвятої Богородиці церква отримала великий земельний наділ на північ від села, який здавався в оренду корейцям.
Під час утворення Чернігівки, освоєння її околиці новосели не зустрічалися з корінними мешканцями тутешніх місць - удегейцями або представниками інших тунгусомовних племен. Їм довелося бути сусідами із Маньчжурськими китайцями, які жили у двох великих фанзах на відстані однієї вести від нового поселення. Китайці - їх було близько 50 чоловік - займалися хліборобством і тваринництвом. Російські поселенці і прийшлі китайці жили мирно, але траплялися сварки, в основному через те, що худоба росіян господарів заходив на китайські ріллі. Нерідко китайці вимагали сплати штрафу за потраву рілля. Більшість селян не відмовлялися платити, але іноді справа доходила до бійок.
Завдяки вдалому розташуванню, Чернігівка швидко зростала і незабаром стала адміністративним і торговим центром волості. У селі були своя лікарня, церква, дві школи (початкова церковно-приходська і міністерська другого ступеня). Існувало кілька магазинів: дві фірми «Кунст і Альберс», магазини «Чурін і К» та Скідельського, китайські магазини. Тут же знаходилося декілька промислових підприємств: паперова фабрика Перескова, Паровий військовий млин, лісопильний завод, цегельний завод Монастирського. Було волосне управління, залізнична станція, Поштово-Телеграфне відділення, резиденції станового пристава й лісничого.
Населення Чернігівки в 1915р. становило 3167 осіб. Станція Мучна, район військової борошномельні і сама Чернігівка представляли собою окремі селища, пов'язані сільською дорогою. Назви вулицям давалися на рахунком, починаючи від річки: Перша, Друга, Третя і т.д. Тільки дві вулиці носили оригінальні назви: Стовбова і Размойна. Жилі будинку з господарськими будівлями розташовувалися по чотири в ряд з того боку кварталу, яка була звернена до річки. Отже, один квартал становили садибні ділянки чотирьох господарів (від 1 до 2 десятин).
У 1972 році лейтенант українець Олександр Гацев родом з Харкова при виконанні навчального польоту повів падаючий літак від Чернігівки, відмовившись катапультуватися, тим самим врятував багатьом жителям життя а сам загинув. 

## Демографія
Населення Чернігівки становить 13 046 осіб (згідно з переписом 2010 року).
| Рік  | Населення |
| ---- | --------- |
| 1915 | 3.167     |
| 1959 | 10.699    |
| 1970 | 12.848    |
| 1979 | 14.350    |
| 1989 | 15.842    |
| 2002 | 14.310    |
| 2010 | 13.046    |

## Економіка
В Чернігівці розвинуто сільське господарство, харчова промисловість та машинобудування. Сільське господарство представлено молочно-м'ясним скотарством, виробленням сої, овочей і картоплі. Промислові підприємства села: комбінат хлібопродуктів, молокозавод, швейна фабрика, консервний завод та ін.
В Чернігівці до 2009 р. дислокувалися два великих військових авіаційних полки, представлені вертольотами Мі-24, Мі-8 та літаками-штурмовиками Су-25, наявна також злітно-посадочна смуга, здатна приймати середньо-важкі літаки типу АН-24. В наш час[коли?] обидва полки розформовані.

## Українці в Чернігівці
Засновниками села були українці і тому завжди більшу частину населення села становили українці. Переселялися переважно селяни, здебільшого неграмотні. Через цензурні умови, введені Емським указом 1876 р., який забороняв саме існування української мови, була відсутня і національна преса. Отож, єдиною можливою тоді формою вияву українського національного житія залишався театр. 
Через антиукраїнську політику на території Зеленого Клину кількість українців почала різко зменшуватись, українська мова була повністю заборонена і в школах викладалася лише російська. Велась сильна русифікація.
На теперішній час в Чернігівці немає жодної української школи. За переписом населення переважну більшість населення села становлять росіяни, але більшість з них має українське коріння і пам'ятають про своє походження.

## Державні установи
- Середня загальноосвітня школа № 2 ім. С. М. Валєєва села Чернігівка[2]
- Середня загальноосвітня школа № 3 села Чернігівка[3]
- Середня загальноосвітня школа № 8 села Чернігівка[4]
- Вечірня загальноосвітня школа села Чернігівка[5]